# Район Саекі

34°23′07″ пн. ш. 132°27′19″ сх. д. / 34.38528° пн. ш. 132.45528° сх. д.
Райо́н Сае́кі (яп. 佐伯区, さえきく, МФА: [saekʲi̥ ku], «Саеківський район») — район міста Хіросіма префектури Хіросіма в Японії. Станом на 1 жовтня 2007 площа району становила 224,10 км². Станом на 1 червня 2011 населення району становило 135 012 осіб.

## Символи району
Емблема Саекі — стилізоване зображення водоплавного птаха з гирла річки Яхата, яка протікає районом, а також ієрогліфічний знак 文 (бун), що означає «культура» і знак японської силабічної абетки さ (са), складової назви району. Емблема символізує чисті води Явати, високу культуру мешканців Саекі та бажання на пришвидшений розвиток району.
Прапор Саекі — полотнище білого кольору, сторони якого співвідносяться як 2 до 3. В центрі полотнища розміщена емблема району бузкового кольору. Бузкова і біла барви символізують «вишуканість» і «мир».

## Загальні відомості
Район Саекі розташований на заході Хіросіми. Він межує на сході з районами Нісі, Аса-Мінамі та Аса-Кіта, на заході з містом Хацукаїті, а на півночі з містечком Акіота. Саекі увійшов до складу міста Хіросіми у 1980 році, у зв'язку з приєднанням до неї містечка Іцукаїті повіту Саекі та набутям Хіросімою статусу міста державного значення.
Південна частина району знаходиться у рівнині, що має вихід до Внутрішнього японського моря. Нею протікає річка Яхата. Ця долина оточена з усіх сторін гірськими хребтами, найвищими горами яких є Ґокуракудзі, гора Мадо, пік Судзу та інші. Основні житлові масиви розташовані у долинах гірських річок та рівнині.
Півднем Саекі пролягає головна автомагістраль Санйо, головна лінія Санйо залізниці JR, колія Хіросімського трамваю у напрямку Міядзіми та державна автострада № 2. Завдяки скупченню доріг, ця частина району найбільш оживлена — тут розташовані крамниці, ресторани та заклади дозвілля.
В цілому, Саекі відіграє роль «спального району» Хіросіми.